# Yann Jouffre
Yann Jouffre (Montélimar, 23 de julho de 1984) é um ex-futebolista francês que atuava como meia.

## Carreira
Jouffre atua Metz desde 2016.